# Sergei Iwanowitsch Kobylasch

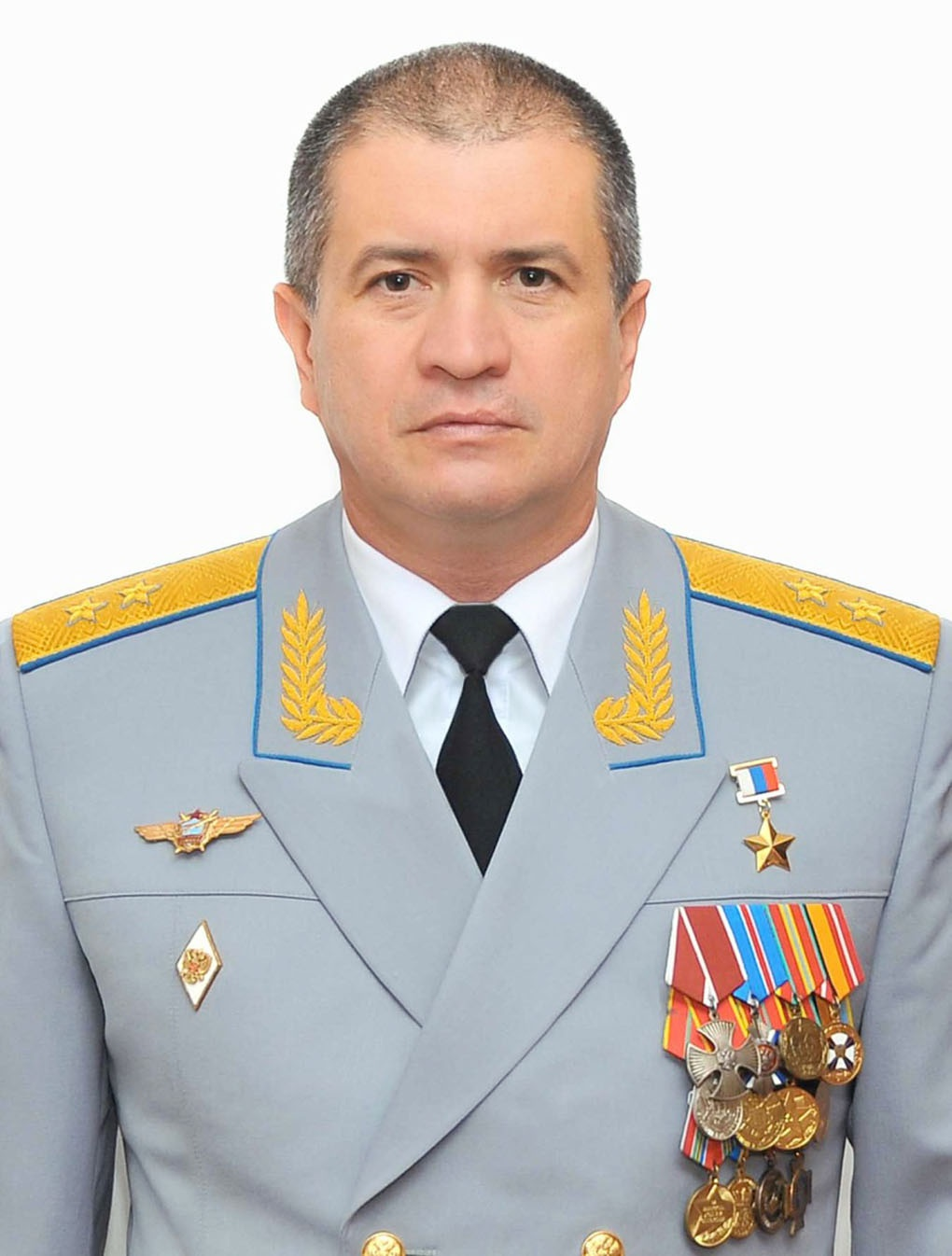
Sergei Kobylasch (2017)

Sergei Iwanowitsch Kobylasch (russisch Сергей Иванович Кобылаш; * 1. April 1965 in Odessa) ist ein russischer Generalleutnant und Kommandeur der Luft- und Weltraumkräfte. Zuvor war er Kommandeur von deren Fernfliegerkräfte. Er wird vom Internationalen Strafgerichtshof wegen möglicher Kriegsverbrechen gesucht.

## Leben
Am 5. März 2024 hat der Internationale Strafgerichtshof in Den Haag Haftbefehl wegen möglicher Kriegsverbrechen und Verbrechen gegen die Menschlichkeit erlassen. Kobylasch wird vorgeworfen für Angriffe auf zivile Objekte (vor allem auf die Stromversorgung) verantwortlich zu sein und so diesen Zielen übermäßigen Schaden zugefügt zu haben. Gleichzeitig wurde auch gegen den Befehlshaber der russischen Schwarzmeerflotte Wiktor Nikolajewitsch Sokolow ein Haftbefehl ausgestellt.
Am 25. Juli 2024 wurde Kobylasch zum Kommandeur der Luft- und Weltraumkräfte ernannt.